# Batalha de Arregui
A Batalha de Arregui, ocorrida no final de maio de 1828, último ano da Guerra da Cisplatina, foi um confronto entre um navio da Marinha Argentina e uma divisão naval do Império Brasileiro.

## História
Retornando de sua Campanha na costa de Castillos , o brigue escuna 8 de Febrero sob o comando de Tomás Espora entrou na Baía de Samborombón , província de Buenos Aires , em meio a uma espessa neblina e quando esta se dissipou se viu em 29 de maio no meio de uma divisão naval brasileira composta por 10 navios, as corvetas Liberal e Carioca , o brigue Pirajá , as escunas Constança , Grenfell e Bella Maria , o brigue escuna Honor , o lugre Príncipe Imperial e duas canhoneiras, um total de aproximadamente 129 canhões e 1.200 homens.
Em 8 de fevereiro, foi imediatamente avistado pelo inimigo, que o atacou de imediato, ficando o Espora sobre o Arregui, próximo à foz do Rio San Clemente, para tentar responder ao ataque de uma profundidade menor que impedisse o ataque frontal do inimigo, com tanto azar que o leme tocou o fundo, encalhando o navio.
Determinado a lutar, Espora arengou aos seus homens: "Ei, rapazes! Lá está o inimigo, e embora nossas forças sejam desiguais, vamos mostrar a eles que somos dignos de manter o nome glorioso que este navio ostenta. Aos artilheiros recomendo a pontaria, e a todos a maior disciplina, porque serei inexorável com quem a quebrar; mas em troca, juro por esta espada e na presença do Sol de Maio, que se as balas respeitarem minha vida como fizeram em outras ocasiões, não descansarei até que o governo recompense generosamente as famílias daqueles que tombam em defesa da honra nacional. Marinheiros e soldados de 8 de fevereiro: só os covardes se rendem sem lutar, e aqui, não reconheço ninguém além de argentinos e republicanos. Camaradas, acendam os estopins e viva a Pátria!"
O comandante brasileiro João das Botas, diante da absurda desproporção de forças, ordenou sua rendição, o que Espora recusou e iniciou-se uma batalha que durou dez horas e só terminou quando os 900 tiros de canhão foram consumidos, consumindo em maços até as roupas da tripulação, e a pólvora se esgotou, tendo sofrido 25 mortos ou desaparecidos, quatro peças desmontadas e apresentando sérios danos em seus mastros.
À noite, Espora mandou construir uma jangada com toalhas de mesa, vergas, retrancas, canos, etc., que ficou pronta às 4 da manhã, após o que organizou o desembarque dos 38 sobreviventes, todos feridos, que sob o comando do Tenente Gerardo Fisher e sob os cuidados de José Gregorio Acuña , um jovem estudante de medicina do primeiro ano que servia como médico do navio, marcharam por terra em direção ao Río Salado (Buenos Aires) , onde chegaram em 7 de junho.
Espora permaneceu a bordo com seu segundo em comando, Antonio Toll , quatro homens gravemente feridos que haviam sido impedidos de serem transferidos e dois ajudantes. Só então o navio se rendeu: o homem encarregado de receber a rendição, o Tenente Joaquim Marques Lisboa , futuro Almirante Tamandaré , temendo aproximar-se por receio de que Espora explodisse o navio, foi tranquilizado por Espora, que lhe disse : "Atraque com confiança, senhor oficial, pois dou-lhe minha palavra de que os canhões estão pregados e não tenho pólvora suficiente nem para acender um charuto."
Ambos os oficiais foram levados perante Botas, que, impressionado com a coragem deles, solicitou ao Almirante Rodrigo Pinto Guedes que os trocasse, o que foi aceito, um evento único na guerra, já que era política do comando brasileiro não concordar com nenhuma troca.
Em 10 de junho, Espora e Toll partiram de Montevidéu na corveta Liberal . No dia 13, às 13h do dia 30 de julho, conduziram o Capitão Guillermo Eyre e o Primeiro-Tenente Antonio Carlos Ferreira (antigo comandante da Leal Paulistana , atual Maldonado) até a frota inimiga, que foram trocados por Espora e Toll.